# 三易
三易（さんえき）とは、古代中国における卦を用いた占いの書である連山（れんざん）・帰蔵（旧字体:歸藏、きぞう）・周易（しゅうえき）の総称。

## 歴史
三易に言及した文献としては、『周礼』春官に、大卜という官吏が三兆・三易・三夢の法を司り、三易とは連山・帰蔵・周易であるとするのがもっとも古い。卦に八卦があり、それを2つ組み合わせた六十四卦がある点ではすべて同じであるとする。なお兆は亀甲獣骨などにできるひび割れで占うものである。
桓譚『新論』によれば連山は8万字、帰蔵は4300字があったという。
『漢書』芸文志は連山・帰蔵を載せていないが、後に『帰蔵』のみ出現した。西晋の荀勗による目録『中経新簿』に『帰蔵』が載っており、このころ世に現れたようである。『隋書』『旧唐書』『新唐書』とも『帰蔵』を13巻とするが、宋には初経・本蓍・斉母の3篇しか残らなかった。その後、完全に滅んだ。
『周礼』にいう帰蔵と、晋以降実在した書物の帰蔵が同じものであるかどうかは不明である。唐の孔穎達は『春秋左氏伝』襄公9年の疏で、連山・帰蔵は早く滅んでおり、世に行われている帰蔵は偽書であるとした。なお連山の方は『新唐書』に「『連山』十巻、司馬膺註」と見えるが、詳細は不明である。『隋書』によると劉炫が『連山易』を偽造したことがあるという。
清の馬国翰『玉函山房輯佚書』に、諸書が引用している『連山』『帰蔵』が集められている。
1993年、湖北省江陵県の王家台秦墓から秦代の易に関する竹簡文書（王家台秦簡）が出土したが、馬国翰のあつめた『帰蔵』と共通する部分が多かった。
左伝、国語の占筮の記事にある易の経文はほぼ今日の易と一致するが、ただ3ヶ所で異なる。いづれも韻をふみ、スタイルも易と似ている。そこで清の顧炎武は、引用された経文は、帰蔵・連山の断片ではないかと推測した。
これについて本田済は周礼の年代や記述やを疑い、周易以外の類似の占筮の可能性を認めつつ、ただちにこの部分を連山帰蔵と断ずることはできないとしている。

## 制作者
後漢の杜子春は『連山』を伏羲のもの、『帰蔵』を黄帝のものとしたが、鄭玄は夏・殷のものとした。これを受けて皇甫謐は夏は炎帝（神農）によって連山といい、殷は黄帝によって帰蔵というとしている。
また連山・帰蔵は三皇（ここでは伏羲・神農・黄帝）の書という『三墳』であるともされ、伏羲がはじめて八卦を画いて書契を造り、それまでの結縄の政に代えたと言われる。伝説では漢字を作ったのが黄帝の臣下である蒼頡とされるので、文字発明以前の書物ということになる。鄭樵『通志』は『古三墳書』にもとづいて伏羲の書を『連山』、神農の書を『帰蔵』、黄帝の書を『坤乾』とする。しかし『古三墳』は宋になってはじめて出現した書であり、通常は偽書とされる。

## 内容
連山・帰蔵の内容は、『周礼』に「その経卦は皆な八、その別は皆な六十有四」とあることから周易と八卦・六十四卦を共通するとされる。その違いは首卦を周易が䷀乾とするのに対し、連山が䷳艮（山）、帰蔵が䷁坤（地）とすることだという。また、周易が変爻（九・六）を見るのに対し、連山・帰蔵は不変の爻（七・八）を見る点に違いがあるという。

## 八卦図
宋代になると伏羲の作ったとする八卦・六十四卦の次序や方位図が作られ、これを先天図という。連山・帰蔵に関しても先天図と同じ原理で次序と方位図が作られた。すなわち八卦について言えば、それぞれの首卦の一番上の爻（上爻）の陰陽を反転させ、そこでできる二卦の上から二番目の爻（中爻）の陰陽を反転させ、さらに以上の四卦の上から三番目の爻（下爻）の陰陽を反転させていくという順である。こうすると先天図は「乾坤震巽坎離艮兌」、連山は「艮坤巽坎離震乾兌」、帰蔵は「坤艮坎巽震離兌乾」となる。そして首卦を午（南・上）に置き、説卦伝の「天地定位、山沢通気、雷風相薄、水火不相射」に合わせて乾と坤、艮と兌、震と巽、坎と離が相対する方位に並べていくことで方位図が導き出される。以下がその八卦方位図である。六十四卦の次序および方位も同様の原理で導き出される。
| ☱ 兌 | ☰ 乾 | ☴ 巽 |
| ☲ 離 |      | ☵ 坎 |
| ☳ 震 | ☷ 坤 | ☶ 艮 |

| ☷ 坤 | ☶ 艮 | ☲ 離 |
| ☴ 巽 |      | ☳ 震 |
| ☵ 坎 | ☱ 兌 | ☰ 乾 |

| ☶ 艮 | ☷ 坤 | ☳ 震 |
| ☵ 坎 |      | ☲ 離 |
| ☴ 巽 | ☰ 乾 | ☱ 兌 |

| ☴ 巽 | ☲ 離 | ☷ 坤 |
| ☳ 震 |      | ☱ 兌 |
| ☶ 艮 | ☵ 坎 | ☰ 乾 |